# هيلدا مادسن
هيلدا مادسن (بالإنجليزية: Hilda Madsen)‏ هي فنانة أمريكية، ولدت في 13 ديسمبر 1910 في بلجيكا، وتوفيت في 1 مايو 1981.